# 顺丰速运

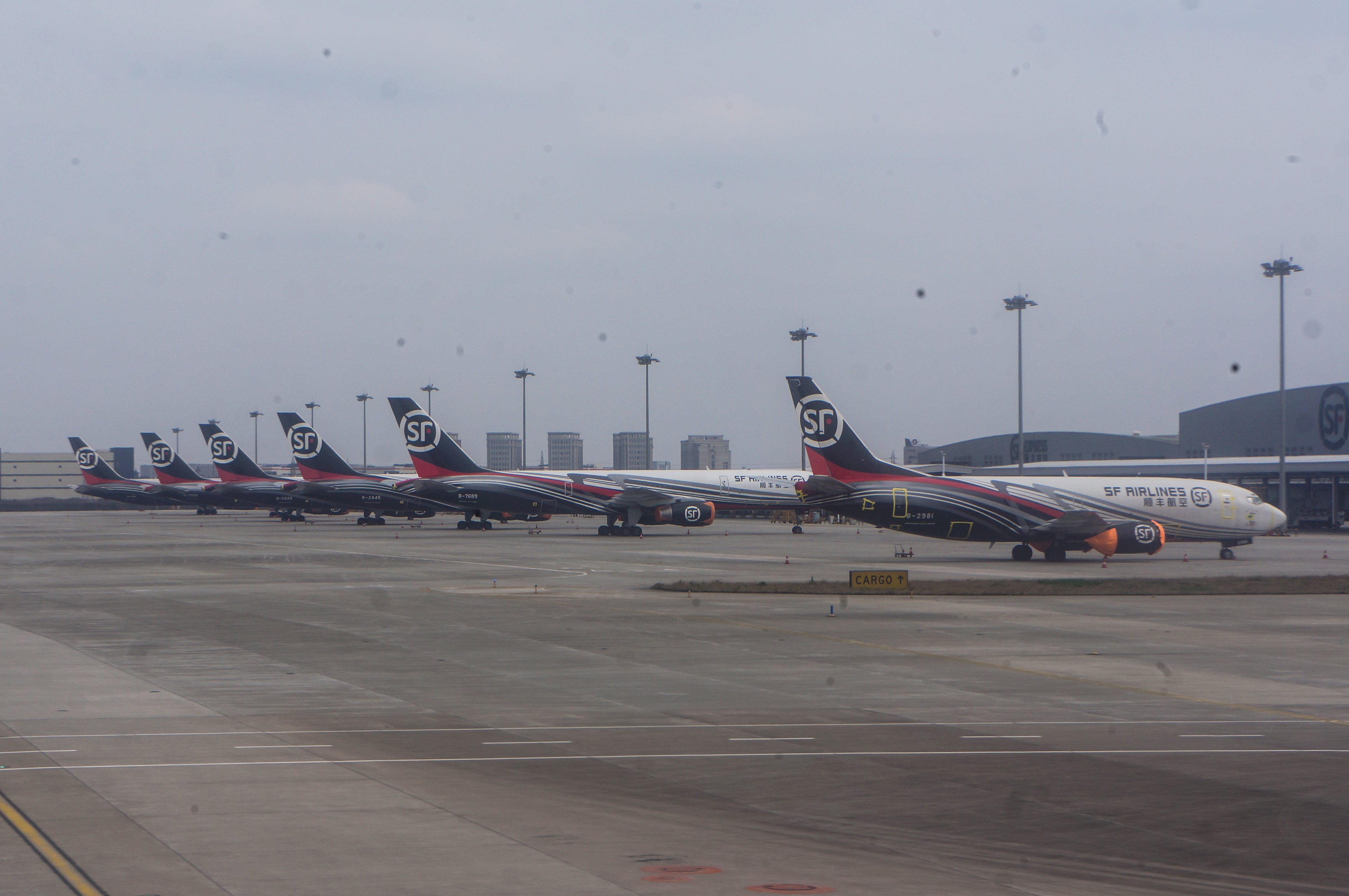
顺丰航空机队于杭州萧山国际机场

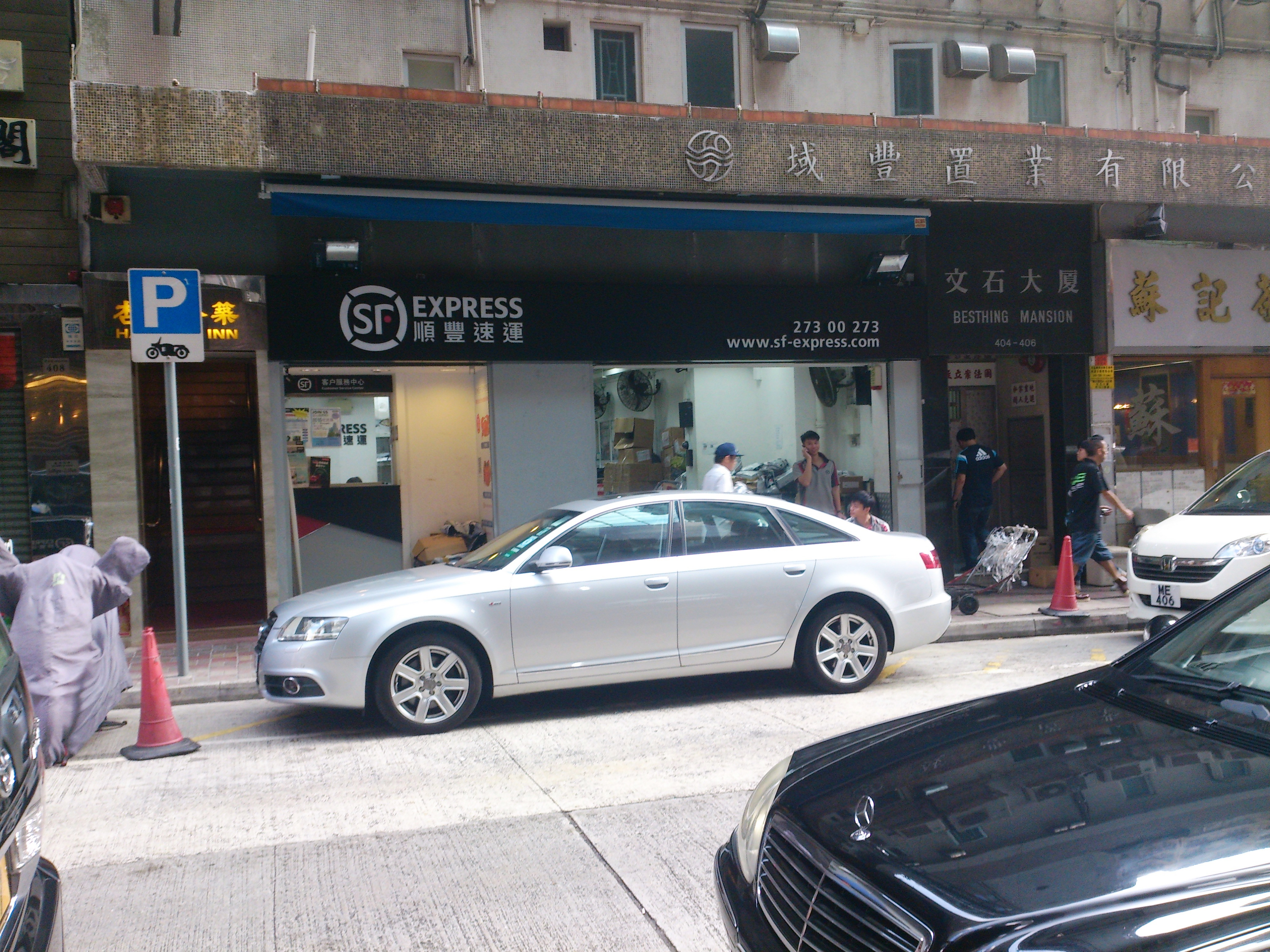
香港灣仔服務中心

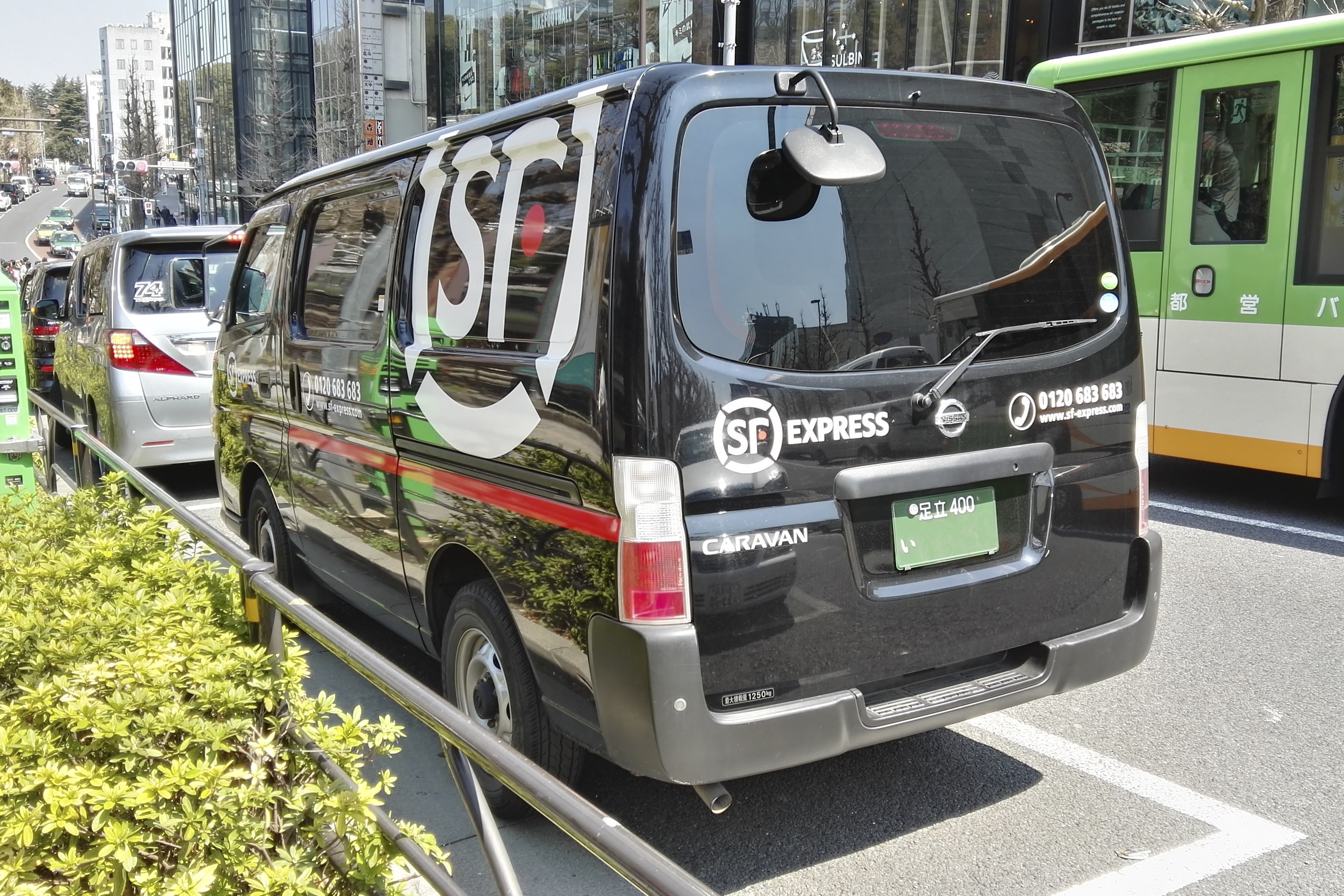
停放在东京原宿站附近明治通上的顺丰运输车

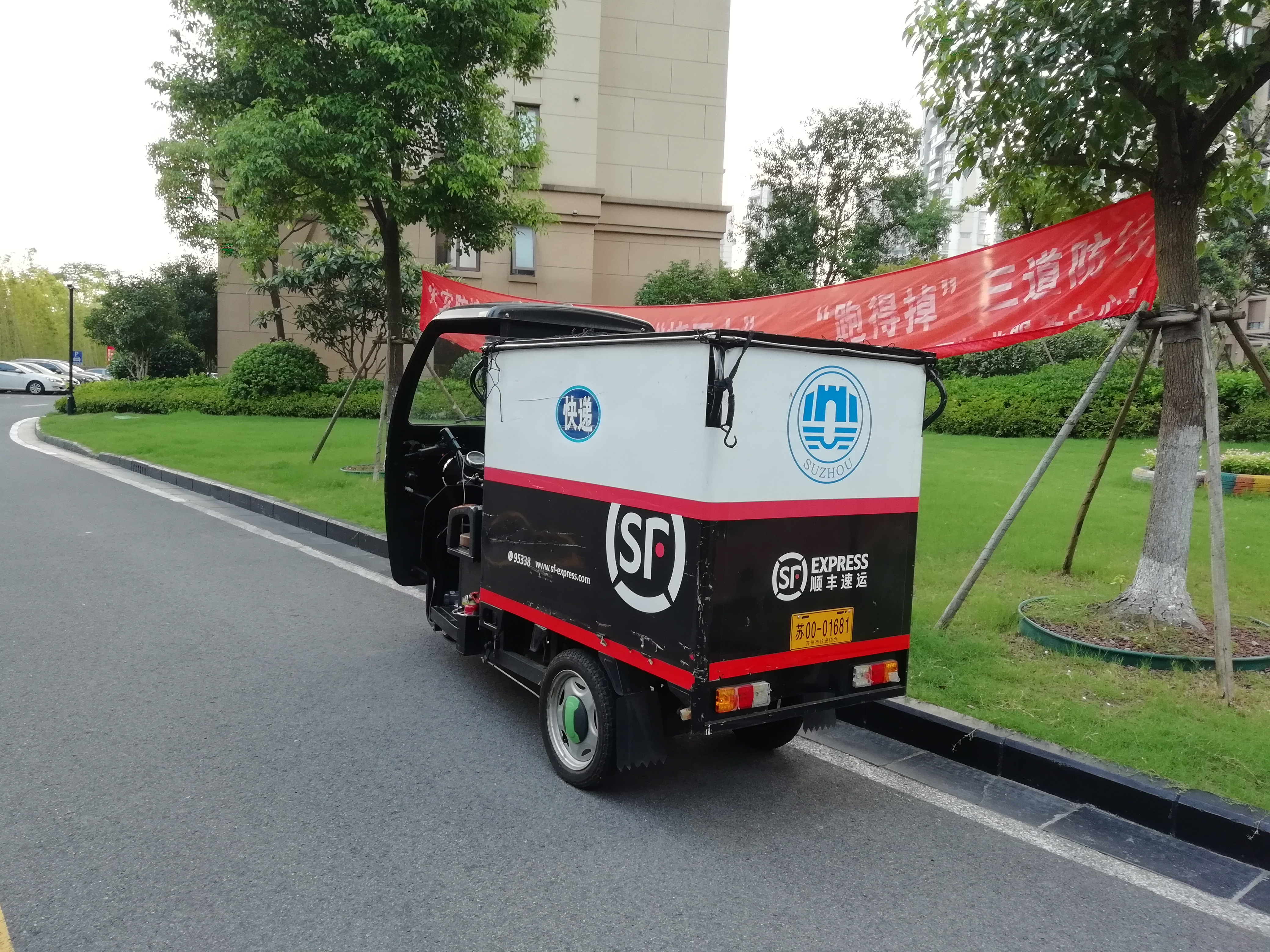
停放在江苏省苏州市某小区的顺丰速运三轮车

順豐速運是1993年成立於广东顺德的快递公司，目前總部设於廣東省深圳市，业务覆盖中國大陸335个城市及全球逾200个国家和地区，现时是中國及亚洲最大、全球第四大快递公司。

## 歷史
1992年，鄧小平南巡後掀起改革開放熱潮，大量香港製造業遷往中國大陸，順豐創辦人王衛當時進入珠三角地區，觀察到兩地之間貨物流通需求激增。
1993年3月26日，王衛在廣東順德註冊「順豐速運」，最初僅有6人團隊，服務於順德、陸豐與香港之間的速遞業務。1997年前後，順豐在華南地區已建立強大的物流網路，主導香港與中國內地的快遞市場。
2002年，公司轉為直營模式，並在深圳設立總部。
2003年，受SARS疫情影響，線上購物需求增加，順豐與揚子江快運合作推出包機服務，擴張空運能力。
2009年底，順豐購買兩架貨機並創辦順豐航空，成為中國首家擁有自有飛機的民營快遞公司。
2012年，順豐年營收突破200億元人民幣，擁有30架貨機、逾5,000個營業據點與1萬多台營運車輛。
2015年，年營收達473億元，毛利率提升至20.42%。
2016年，公司透過與鼎泰新材的借殼上市案登錄深交所，王衛透過明德控股持有控股權。
2017年，鼎泰新材更名為「順豐控股」，順豐與菜鳥裹裹曾因數據傳輸爭議暫時中斷合作，後經協調恢復。順豐同年與UPS宣布在香港成立合資公司，推出“SF-UPS 直運+”。
2018年，順豐參與投資鄂州花湖機場，根據官方批文進行規劃與建設。同年透過順豐香港收購德國郵政DHL於中國、香港與澳門的供應鏈業務，成立「順豐DHL供應鏈中國」。
2021年，順豐控股斥資175.6億元人民幣收購嘉里物流51.8%的股權，完成交易後，董事長王衛出任嘉里物流聯網董事會主席與非執行董事。
2022年，鄂州花湖機場正式啟用，順豐為主要投資方之一。
2023年，順豐與中鐵快運合作開通高鐵貨運專線，強化地面運力網絡。
2024年，公司實現營收2,844.2億元，淨利潤101.7億元，航空貨運量達242萬噸，營運貨機達110架。
2024年5月15日，鄂州花湖機場更名為「鄂州花湖國際機場」。
同年，順豐對A股股東實施年度與中期分紅，合計派息約41.04億元，並發放特別現金股利48億元，全年現金分紅總額約89億元。
截至2025年4月，公司累計回購A股股份逾2,327萬股，總金額約為8.59億元。

## 業務
順豐速運提供多元化的物流與快遞服務，涵蓋時效件、經濟件、冷鏈配送、同城即時配送、高鐵運件等。主要業務包含：
1. 順豐標快：提供具備時效保障的快遞服務，依配送範圍與寄件時間分為陸運與空運兩種形式。若快件因順豐自身原因未能如約送達，寄件方可申請運費等額的電子券作為補償。
2. 順豐特惠：提供具價格競爭力的快遞方案，針對對時效需求相對寬鬆的客戶，提供較優惠的運費水準。
3. 增值服務－保價：順豐提供保價選項，按投保金額分級收費：0－500元收費1元、501－1000元收費2元、超過1000元依比例計算。[13]
4. 順豐優選：於2012年上線的電商平台，主打進口食品與生鮮產品，配送網路覆蓋超過200個城市。
5. 高鐵運件：與中國鐵路快運合作，利用高速鐵路提升快遞物流效率，尤其應對電商促銷等物流高峰需求。
6. 順豐次晨：2015年推出的高時效服務，承諾於指定區域內次日10:30前送達，未如期送達者將主動退還運費。
7. 順豐同城：成立於2016年，最初作為順豐控股旗下業務單元，後獨立運營並於香港聯交所上市（09699.HK）。順豐同城專注即時配送服務，涵蓋本地餐飲（如餐食與飲品）、同城零售（如商超、生鮮、醫藥）、近場電商（如鞋服、美妝、數碼3C）及個性化近場服務（如幫買、幫送、幫辦等）。2024年，同城配送實現營業收入88.7億元人民幣，較上年增長22.4%。[14]
8. KLN (前稱嘉里物流)：KLN Logistics Group Limited，是以亞洲為基地的第三方物流服務供應商，業務涵蓋一系列供應鏈解決方案，包括綜合物流、國際貨運（海陸空、鐵路及多式聯運）及電子商貿，以及工業項目物流和基建投資等。

2024年，順豐控股整體實現營收人民幣2,844.20億元，年增長10.07%；歸屬於上市公司股東的淨利潤為人民幣101.70億元，年增長23.51%。其中，時效快遞業務收入達1,222.1億元，經濟快遞業務272.5億元；快運業務收入為376.4億元，年增13.8%，貨量同比增長逾20%；供應鏈與國際業務收入為704.9億元，年增長17.5%。
順豐於2024年營運全貨機110架，擁有343對航權時刻，年航空貨運量超過242萬噸。截至2024年底，順豐在鄂州花湖國際機場開通國內航線55條、國際航線15條。該機場於2024年5月15日正式更名為“鄂州花湖國際機場”。

## 爭議事件

### 保價比例制巧門
2019年7月28日北京青年报接獲投訴後追查，踢爆順豐速運長期以來被消費者忽略的一項條款陷阱，也就是保價服務在東西損壞時恐怕賠償金與一般認知中差距甚大，有人保价2万元快件损坏只能赔250元等鉅額差異。
原來順豐合約中與其餘諸多快遞公司不同，保價服務條款中“破损、短少时顺丰将按照保价金额和实际损失的比例向您赔偿，托寄物灭失时最高不超过您托寄时保价的声明价值。”其中「按照保价金额和实际损失的比例」多數人不明所以的模糊用語其真實意思是隱含一套違反直覺的公式運算，例如一台儀器50萬元寄件者買保價險2萬元，後來東西損毀需維修費1萬元，原以為低於2萬額度應該能請領足額的一萬，沒想到順豐算法是一種較惡意想定的隱含性指責法律概念，即為客戶聲稱物件價值2萬，但實質50萬，隱含「蓄意低報」過錯之想像概念，所以應該給予懲罰，懲罰方式為50萬儀器維修費1萬為1/50，那便依照其投保的2萬賠其1/50即為400元，所以一般直覺認定自己能拿到1萬元賠償者最後只有400元。
此法律概念有自創過度想像的嫌疑，顧客買2萬的保險可能是認為自己只需2萬元內保障，並非可逕自認定客人聲稱東西總價為2萬。且並無法律規定客人要老實相告東西實際總價值給貨運公司的義務，所以條約充滿了極高的過度自行定義、自創義務等意涵，然多數人未看懂或未注意便簽訂寄件合約，或在APP中按下確定鈕，造成順豐可以主張雙方均同意此一規範，客人陷於不利地位。
關於此條款是否為霸王條款應該由法律宣布無效等，尚在爭議階段沒有定論，現階段消費者真要認真只能打官司依個案判決。中国人民大学法学院教授刘俊海表示，此一條約概念有把《邮政法》第五章嫁接到第六章移花接木嫌疑，中国法学会消费者权益保护法研究会副秘书长陈音江則认为，快递企业在快递单上列举的条款内容，明显减轻了自身的责任，排除了消费者的权利属于典型的霸王条款，且軟體上默認勾選侵犯了知情权。同時西宁申通按市场价赔付达哇桑周的判決案中有實務判例似乎支持消費者直覺認知的立場，所以官司可能有勝算，但依然對多數人來講是一件麻煩官司過程。

### 中转场出现2019冠状病毒病疫情
2022年3月9日，浙江省杭州市余杭区仁和街道顺丰中转场发生2019冠状病毒病聚集性疫情，截至17日12时杭州市累计报告相关确诊病例51例，无症状感染者7例。邮政管理部门在处置过程中发现，涉事企业涉嫌存在违反邮政业法律法规等行为。3月13日，杭州市邮政管理局依法对涉事企业浙江顺路物流公司立案调查，相关责任人员涉嫌妨害传染病防治罪，于3月22日被公安机关采取刑事强制措施。